# Stellaria zolotuchinii
Stellaria zolotuchinii är en nejlikväxtart som beskrevs av A.L.Ebel. Stellaria zolotuchinii ingår i släktet stjärnblommor, och familjen nejlikväxter. Inga underarter finns listade i Catalogue of Life.